# Patch (program)
 For alternative betydninger, se Patch (flertydig). (Se også artikler, som begynder med Patch)
patch er et computerprogram, der bruges til at tilføje patches lavet med programmet diff til tekstfiler. Filerne er typisk kildekode til programmer, men der er intet i patch, der begrænser programmet til dette formål.
Input læses fra standard input, så en patch kan tilføjes med en kommando i stil med:
```
patch fil1.txt < opdatering.diff
```

Hvis patchen indeholder opdateringer til flere filer, vil navnene stå i patchfilen, og det er nok at angive
```
patch < opdatering.diff
```

For at undgå, at en opdatering mislykkes fordi filerne er placeret forskelligt i de to versioner, kan dele af stinavnene klippes væk med en parameter til patch-programmet. Patch kan også bruges til at fjerne en tilføjet opdatering. Hvis opdateringsoperationen fejler, gemmes både originale og nye filer, så det er muligt at rydde op manuelt.